# سوني إكسبيريا إكس زد
سوني إكسبيريا إكس زد  هو هاتف ذكي مقدم من طرف شركة سوني للهواتف المحمولة يعمل بنظام أندرويد. وهو جزء من سلسلة هواتف إكسبيريا إكس، أُتيح للعموم ضمن مشروع إكسبيريا إكس كومباك خلال مؤتمر صحفي في معرض إيفا برلين للإلكترونيات يوم فاتح سبتمبر 2016. إكسبيريا إكس زد أُطلق في الأسواق لأول مرة في تايوان بتاريخ 30 سبتمبر 2016 ثم إلى الأسواق العالمية في الإمارات العربية المتحدة يوم فاتح أكتوبر، مرورا بالولايات المتحدة بعدها بيوم واحد، ثم في اليابان يوم 2 نوفمبر من نفس السنة.
جاء هاتف إكسبيريا إكس زد بعد النجاح الملموس الذي حققه الهاتف السابق له سوني إكسبيريا زد5 وسلسلة إكسبيريا بشكل عام، وهو الأول من نوعه في سلسة هواتف سوني الذي يعتمد خاصية يو إس بي الفئة سي الخاص بشحن ونقل البيانات من وإلى الهاتف. كما أنه الأول الذي يستعمل النموذج اللوني أحمر أخضر أزرق المحسن لأداء الكاميرا الخلفية، مع تقنية التركيز المحسنة في وضع تسجيل الفيديو.

## الخصائص

### تركيب الهاتف
تصميم الهاتف يختلف عن هواتف السلسلة السابقين، مع استعمال مادة النايلون في تصنيع أغطية الهاتف والغطاء الخلفي الغير قابل للنزع والمصنوع من مادة الألمنيوم.
تم استعمال زجاج غوريلا لحماية شاشة الهاتف والكاميرا وصمام الإشعارات.
يصل طول الهاتف إلى 146 مـم (5.7 بوصة) مع فراغ يصل إلى 72 مـم (2.8 بوصة) و8.1 مـم (0.32 بوصة) من الجوانب، فيما يزن الجهاز 161 غ (5.7 أونصة).
الغطاء الخلفي يتسع لـ5.2 بوصة (130 مـم) مع إضاءة إل سي دي بجودة 1080بي، ومعالج من تصنيع كوالكوم سناب دراقون رباعي النواة (2.15 جيغاهيرتز * 2) و(1.6 جيغاهيرتز * 2) ،3 جيغابايت كذاكرة الوصول العشوائي ووحدة معالجة الرسوميات من طرف إيه تي أي إماجن بقوة 624 ميغاهرتز.
الجهاز مزود أيضا بذاكرة 32 جيغابايت لنسخ الشريحة الأحادية، وذاكرة 64 جيغابايت للنسخ ثنائية الشريحة، إضافة إلى بطاقة ذاكرة تصل لحدود 256 جيغابايت.

### الاتصال
الهاتف غير مزود بموصل الصوت 3.5 مم كجهاز آي فون 7، لهذا يستعمل محول وصلة الشحن إلى السماعات، يقبل الهاتف اتصال بلوتوث 4.0، التواصل قريب المدى اللاسلكي، غلوناس، دوبل باند واي فاي ونظام بايدو للملاحة بالأقمار الصناعية. وهو مجهز بعلامة الحماية العالمية، كما يحتوي على تقنية استيقان بالبصمة الخاصة بتأمين الهاتف ببصمة شخصية.

### البطارية
هاتف إكسبيريا إكس زد مزود ببطارية غير قابلة للنزع بقوة 2900 ميلي أمبير ساعة مع منفذ شحن ونقل البيانات من نوع يو إس بي C، وهو الأول من نوعه في سلسلة إكبسيريا الخاصة بهواتف سوني.

### الكاميرا
الكاميرا الخلفية لهاتف إكسبيريا إكس زد بجودة 24.8 ميغابكسل حساسة المعروفة باسم Sony IMX300 التي ظهرت لأول مرة في هاتفي سوني إكسبيريا زد5 وسوني إكسبيريا إكس بكاميرا 23 ميغابكسل.
كاميرا الجهاز مزودة بتقنية التصوير بجودة UHD مع دقة شاشة 4K تماما كانظيره السابق سوني إكسبيريا زد5.

## نظام التشغيل
أُطلِق هاتف إكسبيريا إكس زد بنظام أندرويد مارشميلو 6.0، فيما توصل بتحديث النظام في 1 ديسمبر 2016 ليتحول إلى أندرويد نوجات 7.0.

## روابط خارجية
- الموقع الرسمي للهاتف
- مواصفات الجهاز (أحادي الشريحة) نسخة محفوظة 15 سبتمبر 2016 على موقع واي باك مشين.
- مواصفات الجهاز (ثنائي الشريحة) نسخة محفوظة 20 أكتوبر 2016 على موقع واي باك مشين.

| سبقه سوني إكسبيريا زد5 | سوني إكسبيريا إكس زد 2016 | تبعه آخر إصدار |